# Peridiothelia
Peridiothelia D. Hawksw. (peridotelia) – rodzaj grzybów z rodziny Pleomassariaceae.

## Systematyka i nazewnictwo
Pozycja w klasyfikacji według Index Fungorum: Pleomassariaceae, Pleosporales, Pleosporomycetidae, Dothideomycetes, Pezizomycotina, Ascomycota, Fungi.
Nazwa polska według W. Fałtynowicza.

## Gatunki
- Peridiothelia fuliguncta (Norman) D. Hawksw. 1985– peridiotelia punktowana
- Peridiothelia grandiuscula (Anzi) D. Hawksw. 1985
- Peridiothelia oleae (Körb.) D. Hawksw. 1985

Nazwy naukowe na podstawie Index Fungorum.  Nazwy polskie według W. Fałtynowicza.